# Globuliciopsis
Globuliciopsis — рід грибів. Назва вперше опублікована 2004 року.
Плодові тіла Globuliciopsis - блідо-коричневі, товсті кірки, які щільно прилягають до їх субстратів.